# FM本部
FM本部株式会社（エフエムもとぶ）は、沖縄県国頭郡本部町に所在する日本のコミュニティ放送局である。愛称は「ちゅらハートFMもとぶ」。2011年開局。

## 概要
FM21（浦添市）でパーソナリティーを務めていた代表が、当局の立ち上げに参加し設立。エフエム琉球（FMレキオ・那覇市）およびFM21が主要株主となっている。ホームページも、FMレキオ・FM21と共通デザインとなっており、相互リンクになっている。
24時間放送で、番組は自社制作が中心。一部時間帯はFMレキオ・FM21と同時放送が行われ、オキラジからのネット番組もある。
放送番組は、USTREAM（音楽は著作権の関係で流れない）、FM++、SimulRadioで配信されている。
2018年11月26日正午より、周波数を79.2MHzから78.2MHzへ変更。

## 主な番組
- 琉響からこんにちは～Music forSmile～（月 12:00 - 13:00）
- 夢演歌（月 15:00 - 17:00）
- セイギと共（火 15:00 - 16:00）
- 雄大の夢扉（火 16:00 - 17:00）
- 恒子の歌とゆんたく（火 17:00 - 18:00）
- ふるさとの くがにうた（火 18:00 - 20:00）
- 和Night（火 20:00 - 21:00）
- 昭和の流行歌まつり（水 15:00 - 16:00）
- くまさんの歌の広場（木 9:00 - 10:30）
- ミノアキラのパーティーのはじまりだぁ（木 15:30 - 16:00）
- ふるさとの民謡 唄やびら語やびら（木 18:00 - 19:00）
- 夜行列車（毎日 23:00 - 5:00）